# John Bartram
John Bartram (Darby, Pensilvania, 23 de marzo de 1699 - Filadelfia, 22 de septiembre de 1777) fue un botánico estadounidense y padre de William Bartram.

## Biografía
Considerado como el pionero de la botánica estadounidense, John Bartram nació en Darby (Pensilvania) en el seno de una familia cuáquera. Su abuelo había figurado entre los primeros pobladores del "Holy Experiment" de William Penn. Su madre falleció cuando Bartram tenía dos años. Su padre y su nueva esposa se trasladaron a Carolina del Norte y Bartram permaneció en la granja de sus tíos, siendo criado por su abuela. No tuvo una escolarización formal, pero poseía una mente lúcida y abierta además de un gran interés en las plantas. Adquirió habilidades y conocimientos ayudando a su tío en la granja con los que propulsó su carrera de granjero y consecuentemente como botánico.
En 1728 adquiere terrenos a lo largo de los bancos del río Schuylkill cerca de Filadelfia y planta allí el primer jardín botánico de EE. UU., que actualmente todavía existe como parte del sistema de Parques de Filadelfia.
John Bartram hizo viajes por los montes Alleghenies y los Catskills, así como por los estados de Carolina del Norte, Carolina del Sur y Florida en busca de nuevas plantas. También mantuvo correspondencia con todos los grandes botánicos de su tiempo. Intercambió especímenes con ellos, John Bartram introdujo numerosas plantas americanas en Europa por este procedimiento y estableció algunas especies europeas en América.
A su casa y jardines acudieron numerosos americanos célebres de su época y muchos distinguidos viajeros europeos. Sus Observaciones 1751, registro de un viaje al lago Ontario, y el diario de su viaje a Florida (1765–66) fueron publicados por William Stork junto con una descripción del Este de Florida (3.ª ed. 1769).
John Bartram fue uno de los cofundadores, junto con Benjamin Franklin, de la American Philosophical Society en 1742. En 1765 Jorge III lo nombró "Botánico Real", un puesto que conservaría hasta su muerte. Su nombre es recordado en el nombre de un género de musgos, Bartramia.

## Obras
- Claus Bernet: John Bartram (1699-1777), in: Biographisch-bibliographisches Kirchenlexikon, 31, 2010, 42-49.
- journal of Bartram´s Florida trip William Stork's Description of East Florida (tercera edición 1769). (1765–1766)

- La abreviatura «Bartram» se emplea para indicar a John Bartram como autoridad en la descripción y clasificación científica de los vegetales.[1]